# Pierre de Cheylan de Moriès
Pierre de Cheylan, cinquième du nom, seigneur de Moriès, après le rachat du fief à sa cousine du Chaffaut en 1780, et co-seigneur du Castellet de la Roubine, dit le « comte de Moriès du Castellet » ou plus simplement « Moriès-Castellet », né le 3 avril 1719 à Moriès et mort le 25 novembre 1794 à Pise, est un officier de marine et aristocrate français du XVIIIe siècle. Il combat pendant la guerre de Sept Ans et la guerre d'indépendance des États-Unis et termine sa carrière avec le grade de chef d'escadre des armées navales.

## Biographie
Fils de François de Cheylan (Chailan/Chaillan), co-seigneur du Castellet-La Roubine et Moriez, et de Françoise d'Arbaud de Châteauvieux, il naît le 3 avril 1719, à Moriez, dans le diocèse de Senez.
Pierre de Cheylan intègre la compagnie de Gardes de la Marine au département de Toulon le 6 juillet 1735, à l'âge de seize ans. Il est promu au grade d'enseigne de vaisseau le 10 octobre 1743 puis à celui de lieutenant de vaisseau le 23 mai 1754. Il reçoit une commission de capitaine de vaisseau le 15 janvier 1762. Morès-Castellet est alors âgé de 42 ans. Son avancement et sa carrière sont facilités par les soutiens familiaux influents dont il dispose dans la Marine.
Il reçoit le commandement du vaisseau La Provence, armé en avril 1770 à Toulon. Ce vaisseau fait alors partie d'une petite division navale, placée sous le commandement du capitaine de Broves qui quitte le port provençal le 16 mai, et met les voiles en direction de la Tunisie, où elle instaure un blocus des ports de Sousse et Bizerte, et prend part au bombardement de ces villes à la fin du mois de juin de la même année. Il est fait capitaine au Régiment de la marine le 1er mai 1772. Au printemps 1777, il commande L'Hector, de 74 canons, armé à Toulon, au sein de l'escadre commandée par Barras de Saint-Laurent.
Dans ses Mémoires, le chevalier de Cotignon écrit : 

« Il n'était pas sans mérite, ayant inventé un gréement nouveau, et ayant bien tenu son rôle dans l'escadre de d'Estaing, comme capitaine de L'Hector, ce qui sans doute fit accepter son non-conformisme. Il avait en effet fait un peu scandale au moment de la visite à Brest du comte d'Artois, en proposant que le spectacle d'un combat simulé donné devant ce prince entre l'Hector, qu'il commandait, et le César ne soit pas arrangé d'avance. »

Il est élevé au rang de chef d'escadre des armées navales le 1er juin 1778, à son retour de Constantinople. Il émigre lorsque la Révolution française de 1789 éclate, et il est inscrit sur la liste des émigrés le 1er mai 1792. Il meurt à Pise le 25 novembre 1794, à l'âge de 75 ans.

## Mariage et descendance
Le 9 mars 1765, il épouse Cécile de Glandevès, fille de Charles-François de Glandevès, baron de Glandevès, Grand Sénéchal de Castellane, et de Marie-Hyéronime de Bruny de La Tour d'Aigues

### Sources et bibliographie
- Frédéric d'Agay, La Provence au service du roi (1637-1831) : Officiers des vaisseaux et des galères, 2 volumes, Honoré Champion, 1er mars 2011, p. 176